# Парох Майданека
Фільм розповідає про особливу постать — греко-католицького священика з Гуцульщини блаженного священномученика Омеляна Ковча, який до останнього дня життя сповідав та причащав в'язнів концтабору «Майданек» у Польщі. Помер отець Омелян Ковч у «Майданеку» у березні 1944-го. У 1999 році Єврейська рада України присвоїла йому звання «Праведник України». Однак про отця Омеляна Ковча світ довідався лише недавно, коли покійний Папа Іван Павло ІІ проголосив його блаженним мучеником у Львові під час подорожі в Україну.
За словами режисера та автора сценарію фільму «Парох Майданека» Ґжеґожа Лінковського, задум полягав у тому, щоб показати квінтесенцію, ідею діяльності отця Ковча, адже це не історичний, а документальний фільм. Автор намагався зосередити увагу глядачів на тому, як отець Омелян Ковч, незважаючи на свою національність та релігійну належність, допомагав росіянам, євреям та полякам.
1. ↑  Fundacja Kultury Duchowej Pogranicza w Lublinie (20 березня 2013), Парох Майданека. Proboszcz Majdanka, архів оригіналу за 26 лютого 2022, процитовано 22 лютого 2018